# In Search of the Lost Future
In Search of the Lost Future (яп. 失われた未来を求めて Усинаварэта Мирай о Мотомэтэ, букв. «В поисках утраченного будущего»), с подзаголовком фр. À la recherche du futur perdu (с фр. — «В поисках утраченного будущего») — японский визуальный роман для взрослых, разработанный студией Trumple и выпущенный для Windows 26 ноября 2010 года. Название происходит от французского романа «В поисках утраченного времени», написанного Марселем Прустом.
Были выпущены две манга-адаптации, опубликованные Kadokawa Shoten и Media Factory, и аниме-версия истории из 12 серий, созданная Feel и режиссёром Наото Хосодой. Сериал вышел в эфир в Японии с октября по декабрь 2014 года.

## Игровой процесс
«В поисках утраченного будущего» — это романтический визуальный роман, в котором игрок исполняет роль Со Акиямы. Большая часть игрового процесса уходит на чтение повествования и диалогов. Текст в игре сопровождается спрайтами персонажей, которые представляют персонажа, с которым говорит Со, на фоне. На протяжении всей игры игрок сталкивается с рисунками компьютерной графики в определенных точках истории, которые заменяют фоновые рисунки и спрайтов персонажей. Роман следует ветвящейся сюжетной линии с разными концовками, и, в зависимости от решений принимаемых игроком во время игры, сюжет будет развиваться в определенном направлении.
У игрока есть четыре основных сюжетных линий, по одной для каждой героини. На протяжении всего игрового процесса игроку предоставляется несколько вариантов выбора, и прогрессирование текста останавливается в этих точках, пока не будет сделан выбор. Некоторые решения могут привести к преждевременному завершению игры, что предлагает альтернативное окончание сюжета. Чтобы просмотреть все линии сюжета целиком, игрок должен несколько раз воспроизвести игру и выбрать другой вариант, чтобы продвинуть сюжет в другом направлении. На протяжении всего игрового процесса есть эротические сцены, изображающие Со и героиню, занимающихся сексом.

## Сюжет
Сюжет романа имеет место в Академии Утияма (яп. 内浜学園 Uchihama Gakuen), где с каждым годом в школе увеличивается число новых учеников, из-за чего было принято решение строительства нового школьного здания. Прежде чем они переедут в новое здание, школа проведет один последний Общий клубный фестиваль в старом. Каждый из клубов решает приложить все свои усилия, чтобы добиться успеха. Главный герой, Со, является членом клуба астрономии, и перед началом фестиваля студенческий исполнительный комитет просит членов клуба успокоить студентов в отношении таинственных инцидентов в старом здании. Когда тихая девушка Юй Фурукава переходит в конце учебного года и появляется перед Со, механизмы судьбы медленно начинают двигаться. 

## Персонажи

### Главные герои
Шесть главных героев являются студентами в астрономическом клубе Академии Утияма.
Со Акияма (яп. 秋山 奏 Акияма Со:)
Озвучен: Такума Тэрасима (аниме), Юрика Айзава (7 лет)
Со учится на втором курсе в классе В и является членом астрономического клуба при Академии Утияма. Его отец и мать —ученые и авторитеты в области машиностроения. И пока его родители работают за границей, Со живет в доме своей подруги детства. Он увлекается астрономией и планирует построить планетарий для школьного фестиваля. Из-за судьбы Каори он сильно заинтересован в изучении медицинского лечения и Квантовой машине Тьюринга, надеясь достичь более светлого будущего. В аниме Со выбирает Юй вместо Каори.
Каори Сасаки (яп. 佐々木 佳織 Сасаки Каори)
Озвучена: Мияби Арисугава (игра), Хацуми Такада (аниме)
Подруга детства Со. Учится на втором курсе в классе B, является одноклассницей Со и заместителем главы астрономического клуба. Она добросердечная и хорошо готовит. Живёт со своей матерью и Со в доме, хотя комната Со находится в здании, отделенном от главного дома.
Каори влюблена в Со и позднее признается ему в своих чувствах. В начале сериала Каори попадает в автобус и впадает в кому. Это побуждает Со изучать науку и медицину, чтобы спасти её. Поскольку Каори была спасена в прошлом, она просыпается от своей комы в настоящее время, когда Со наконец-то смог вернуть её в чувство.
Юй Фурукава (яп. 古川 ゆい Фурукава Юй)
Озвучена: Юкари Аояма (игра), Аканэ Томонага (аниме)
Первокурсница в классе А начальной школы, недавно перешедшая в академию Утияма. Она вступает в астрономический клуб после того, как встречает Со. Юй — искусственный интеллект, созданный в результате исследовательского проекта ИИ-подразделения, который Со отправил в прошлое,1 октября, несколько раз, чтобы спасти Каори от надвигающейся аварии в начале серии. Юй влюбляется в будущего Со и успевает признаться в своих чувствах Со из прошлого, прежде чем исчезнуть после успешного спасения Каори. Это дает Со новую цель для воссоздания Юй, показанную в эпилоге.
Айри Хасэкура (яп. 支倉 愛理 Хасекура Айри)
Озвучена: Рино Кавасима (игра), Кей Мидзусава (аниме)
Близкая подруга Каори. Учится на втором курсе в классе А и является главой клуба астрономии. Она умна и играет ведущую роль в клубе. Изучает айкидо и намного сильнее, чем Со. Айри в основном использует удары ногами, борясь против других. В будущем она становится помощником ученого Со. У Айри есть чувства к нему, но она скрывает это, зная, что и Каори любит его.
Нагиса Ханамия (яп. 華宮 凪沙 Ханамия Нагиса)
Озвучена: Томоэ Тамиясу
Студентка третьего курса в классе С и член клуба астрономии. Родом из хорошей богатой семьи, где её отец ждет от неё великих вещей. Она является хозяином Общества Ханамия (яп. 華宮会 Ханамия-кай), спецслужбы, основанная на ее фан-клубе в школе. Умна и часто устраивает подлянки главным героям. Нагиса часто читает книгу в клубной комнате и обладает таинственным черным ящиком, связанным с сущностью Юй.
В будущем Нагиса строит Генеральную исследовательскую лабораторию Ханамия, чтобы достичь своей цели и дать надежду. Прабабушка Нагисы, будучи исследователем военного завода, основала Академию Утияма после того, как она встретила Юй через петлю времени через черный ящик.
Кенни Эйтаро Осафунэ (яп. 長船･KENNY(ケニー)･英太郎 Осафунэ Кэни: Эйтаро:)
Озвучен: Каппэй Ямагути
Студент по обмену из Соединенных Штатов второго курса класса C, являющийся членом астрономического клуба и близким другом Со. Он не слишком умён, но очень добр к своим друзьям. У Кенни есть девушка по имени Дженнифер, которая живёт в США. В будущем он представил Со теорию о возможном путешествии во времени.
Его имя написано как «Osafune Kenny Eitarou» в начальной заставке игры.

### Другие персонажи
Президент (яп. 会長 Кайтё:)
Озвучен: Хаято (игра), Хаято Наката (аниме)
Студент третьего курса в классе C, являющийся президентом студенческого исполнительного совета. Его настоящее имя неизвестно. Он назначает астрономический клуб ответственным за поддержание спокойствия в школе до фестиваля.
Нэко Ямага (яп. 山賀 寧子 Ямага Нэко)
Озвучена: Котонэ Кагами (игра), Миа Нарусэ (аниме)
Студентка второго курса класса В, носящая очки. Она является заместителем президентом исполнительного совета студенческого совета и одноклассницей Со и Каори. В игре она обычно упоминается как «зам».
Сакуносин Хондзо (яп. 本城 作之進 Хондзо: Сакуносин)
Озвучен: Соити Яманака (игра), Акио Оцука (аниме)
Пожилой дворецкий семьи Ханамия и телохранитель Нагисы. У него есть некоторый опыт в монгольской борьбе .
Мицунори Огава (яп. 小川 光憲 Огава Мицунори)
Озвучен: Хадокэн (игра), Кэнъити Огата (аниме)
Старый преподаватель в академии Утияма. Он является консультантом клуба астрономии и руководителем школьной библиотеки. Редко появляется в клубе.
Сиори Сасаки (яп. 佐々木 詩織 Сасаки Сиори)
Озвучена: Мина Мотояма (игра), Юко Гото (аниме)
Мать Каори и исследователь в Национальном институте науки. Её муж также является исследователем и работает с родителями Со. Она погрузилась в изучение человеческого мозга.
Яэко Адзума (яп. 東 八重子 Адзума Яэко)
Озвучена: Айко Томато (игра), Ацуми Танэдзаки (аниме)
Студентка третьего курса в классе C и одноклассница Нагисы. Она состоит в литературном клубе при Академии Утияма. В школе она встречает призрака и рассказывает об этом членам клуба астрономии. Она застенчива и ей не везёт от природы.
Босс (яп. ボス Босу)
Озвучен: Кикутаро Намэрикава (игра), Такуо Кавамура (аниме)
Президент клуба дзюдо при Академии Утияма. Его настоящее имя неизвестно. Он очень грубый и ему не хватает гибкости. В оригинальной вселенной он толкает Каори во время противостояния, повреждая ее ногу. Во время общего фестиваля клуб дзюдо и каратэ проводит товарищеский матч.
Карин Фукадзава (яп. 深沢 花梨 Фукадзава Карин)
Озвучена: Сатоми Сато (аниме)
Первокурсница и одноклассница Юй, с которой становится друзьями, когда она сидит рядом с Юй в классе. Она идол и часто появляется на телевидении. Появляется исключительно в аниме-сериале.

## Разработка и выпуск
«В поисках утраченного будущего» является единственным разработанным визуальным романом студии Trumple. Первоначально команда дизайнеров разрабатывала игру под руководством разработчика визуального романа Abhar, но после роспуска Abhar команда, работающая над игрой, сформировала студию Trumple. Сценарий игры был написан тремя людьми: Рё Ота, Кэндзи Сайто и Масаки Сава. Дизайн персонажей и художественное направление игры были разделены между тремя художниками: Курэхито Мисаки, который рисовал таких персонажей, как Каори Сасаки, Айри Хасэкура, Сиори Сасаки и дизайны для мужских персонажей; Синобу Куроя, который рисовал Юй Фурукаву, Нагису Ханамия, и дизайны женских персонажей (не включая те, которые нарисованы Мисаки); и Миа Нарусэ, которая предоставила тиби-иллюстрации. Музыка игры была написана исключительно композитором Фуга Хатори. «В поисках утраченного будущего» был выпущен 26 ноября 2010 года в виде ограниченной версии, воспроизводимой в виде DVD на PC с Windows. Обычное издание игры было выпущено 25 февраля 2011 года. После выпуска игры Trumple объявила о приостановке их деятельности 27 июля 2012 года.

## Связанные медиа

### Печатные медиа
Адаптация манги, проиллюстрированная Сасаюки, была опубликована в журнале Kadokawa Shoten Comp Ace в период с ноября 2011 года по октябрь 2012 года. Было выпущено два тома tankōbon: первый 23 февраля 2012 года и второй 17 ноября 2012 года. Вторая манга, иллюстрированная Такэси Кагура, начала сериализацию в журнале Monthly Comic Alive от Media Factory с выпуском декабря 2014 продал 27 октября 2014 г. 27 мая 2011 года Enterbrain опубликовал руководство на 128 страниц для игры под названием Ushinawareta Mirai o Motomete Visual Fanbook.

### Аниме
Анимационный сериал из 12 эпизодов, снятый компанией Feel под руководством Наото Хосоды, был показан в Японии в период с 4 октября по 20 декабря 2014 года. Сценарии написаны Садаюки Мураи, Тацуя Такахаси и Сатоко Синодзука, а композицию серии — Риэ Кавамата. Музыка написана Фуга Хатори, а Сатоси Мотояма выступает в качестве звукорежиссёра. Аниме было лицензирована для потокового вещания в Северной Америке компанией Funimation. Снизу логотипа в заголовке аниме есть французское предложение «Nous dépassons beaucoup d’aujourd’hui, et changerons le destin quelque jour», которое дословно переводится и интерпретируется как «Сегодня мы много проходим, и когда-нибудь изменим нашу судьбу».
| Номер | Название                                     | Дата выпуска     |
| ----- | -------------------------------------------- | ---------------- |
| 1     | «Утраченное будущее»                         | октябрь 4, 2014  |
| 2     | «Доказательства существования её и призрака» | октябрь 11, 2014 |
| 3     | «Президент мечтает сверкающими глазами»      | октябрь 18, 2014 |
| 4     | «Все вещи в состоянии изменения»             | октябрь 25, 2014 |
| 5     | «Путь квантового кота и капли»               | ноябрь 1, 2014   |
| 6     | «Профориентация для птицы в клетке»          | ноябрь 8, 2014   |
| 7     | «В ожидании 2,39 миллионов световых лет»     | ноябрь 15, 2014  |
| 8     | «Падающие звезды в ночи»                     | ноябрь 22, 2014  |
| 9     | «Ворота в прошлое»                           | ноябрь 29, 2014  |
| 10    | «Оставшееся время»                           | декабрь 6, 2014  |
| 11    | «Увидимся завтра, верно?»                    | декабрь 13, 2014 |
| 12    | «Будущее, в котором есть ты»                 | декабрь 20, 2014 |
| OVA   | «В поисках утраченного летнего перерыва»     | август 29, 2015  |

### Музыка
В визуальном романе есть три тематические песни в исполнении Миюки Хасимото: открывающая «Mugen Mirai» (яп. ∞未来, Infinite Future), вставная песня «Ray of Memories» и завершающая тема «Salut.soleil!» ("До свидания! Солнце). Сингл, содержащий все три песни, был выпущен Лантисом 27 октября 2010 года.
Открывающая тема аниме — «Le jour» (День) в исполнении Сатоми Сато, а заключительная — «Ashita Mata Aeru yo ne» (яп. 明日また会えるよね, We'll Meet Again Tomorrow, Right?), с тремя различными вариациями в исполнении Каори Сасаки (Хацуми Такада), Юй Фурукавы (Аканэ Томонага) и обеих. Оба сингла были выпущены 22 октября 2014 года.